# 창원시 갑
창원시 갑은 대한민국의 옛 국회의원 선거구이다. 당시 경상남도 창원시의 일부 지역을 관할했다.

## 역사
대한민국 제14대 국회의원 선거를 앞두고 실시된 선거구 개편 과정에서 창원시 선거구가 창원시 갑, 창원시 을 선거구로 분구되면서 신설되었다. 신설 당시 의안동·동정동·소계동·팔룡동·명서동·봉곡동·사림동·용호동·신월동·사파동을 관할하였다.
1995년 1월 1일을 기해 창원군 동면·북면·대산면이 창원시에 편입되었다. 이에 해당 지역이 대한민국 제15대 국회의원 선거를 앞두고 진해시·창원군 선거구에서 창원시 갑 선거구로 편입되었다.
2010년 7월 1일을 기해 마산시, 창원시, 진해시가 통합되면서 통합 창원시가 출범했다. 또한 창원시에 구제가 실시되면서 창원시 갑 선거구 관할 지역에 의창구가 신설되었다. 이에 대한민국 제19대 국회의원 선거를 앞두고 창원시 의창구 선거구로 개편되면서 폐지되었다.

## 역대 국회의원
| 선거   | 정당 | 정당       | 의원   |
| ------ | ---- | ---------- | ------ |
| 1992년 |      | 민주자유당 | 김종하 |
| 1996년 |      | 신한국당   | 김종하 |
| 2000년 |      | 한나라당   | 김종하 |
| 2004년 |      | 한나라당   | 권경석 |
| 2008년 |      | 한나라당   | 권경석 |

## 역대 선거 결과

### 대한민국 제14대 국회의원 선거
|  | 56.67% |

|  | 24.76% |

|  | 18.55% |

### 대한민국 제15대 국회의원 선거
|  | 48.25% |

|  | 23.75% |

|  | 18.65% |

|  | 6.97% |

|  | 1.23% |

|  | 1.12% |

### 대한민국 제16대 국회의원 선거
|  | 49.62% |

|  | 29.92% |

|  | 14.21% |

|  | 6.23% |

### 대한민국 제17대 국회의원 선거
|  | 45.56% |

|  | 36.99% |

|  | 15.11% |

|  | 1.26% |

|  | 1.06% |

### 대한민국 제18대 국회의원 선거
|  | 49.89% |

|  | 27.24% |

|  | 10.27% |

|  | 9.82% |

|  | 2.76% |